# 멜티 블러드
《MELTY BLOOD》(한국어: 멜티 블러드, 일본어: メルティブラッド)는 동인 소프트웨어 제작사 타입문과 프랑스빵(구 와타나베 제작소)가 공동개발한 일련의 2D 대전 격투 게임 시리즈 및 종합매체이다. 이야기상 《월희 (2000)》의 후속작으로서 개발된 작품으로, 2002년 12월에 열린 63회 코믹 마켓에서 초판이 처음 발매됐다. 이후 아케이드 및 가정용 콘솔을 포함해 여러 차례 확장판이 발매됐다.
게임 제작을 프랑스빵에서 맡고 스토리와 일러스트, 설정 등을 타입문에서 맡았다. 타입문에서 제작한 비쥬얼 노벨 《월희》의 설정을 차용했으며, 이후의 시리즈는 에콜이 프랑스빵의 하청을 받아들여 제작에 참여했다. 후에 아케이드 게임인 액트 카덴차(Act Cadenza)라는 부제의 멜티 블러드 후속 시리즈로 재편성되고, 시리즈 중 처음으로 플레이스테이션2에 이식된다.
비디오 게임 이외에 키리시마 타케루가 집필한 만화판이 가도카와 쇼텐 잡지 〈월간 콤프 에이스〉에서  2006년부터 2011년까지 연재돼 단행본 총 9권으로 완결됐다. 만화의 후속작으로 독자적인 스토리를 진행하는 《멜티 블러드 X》가 있다.
2021년, 시리즈 신작 《멜티 블러드: 타입 루미나》가 닌텐도 스위치, 플레이스테이션 4, 엑스박스 원 및 마이크로소프트 윈도우로 발매됐다. 해당 작품은 시리즈의 리부트로 《월희》의 리메이크 《월희 -A piece of blue glass moon- (2021)》를 기반으로 이야기를 재구성했다.

## 게임 스토리
《멜티 블러드》는 《월희》의 '환상의 유미즈카 사츠키 노멀 엔드'의 연장선으로, 《월희》 본편의 1년 후를 배경으로 한다. 미사키 시에 사도 27조의 13위, 왈라키아의 밤이 강림하게 되고, 갑자기 의문이 살인 사건들이 계속 일어나게 된다. 토오노 시키는 괴이한 살인 사건들을 막기 위해 살인자를 찾기 시작하고, 도중에 시온 엘트남 아틀라시아를 만나 싸우게 된다. 싸움이 끝난 후, 시온 엘트남 아틀라시아는 진조를 찾아서 흡혈귀를 치유하려는 자신의 의도를 밝히고, 토오노 시키는 그녀를 도와주기로 결심한다. 오리지널 스토리는 이 둘이 힘을 합쳐서 살인 사건의 원인을 퇴치하러 가는 여정을 보여준다. 멜티 블러드: Re-ACT와 멜티 블러드 Act Cadenza는 그 후일담을 다루며, 멜티 블러드 Actress Again은 오리지널 1년 후의 이야기로, 오리지널부터 이어져 왔던 시온 엘트남 아틀라시아의 여정을 마무리짓는다.

## 게임 목록
| 2002      | 멜티 블러드                                       |
| 2003      |                                                   |
| 2004      | 멜티 블러드 리액트                                |
| 2005      | 멜티 블러드 액트 카덴자                           |
| 2005      | 멜티 블러드 리액트 파이널 튠드                    |
| 2006      |                                                   |
| 2007      | 멜티 블러드 액트 카덴자 Ver.B                     |
| 2007      | 멜티 블러드 액티 카덴자 Ver.B2                    |
| 2008      | 멜티 블러드 액트리스 어게인                       |
| 2009–2010 |                                                   |
| 2011      | 멜티 블러드 액트리스 어게인 커런트 코드           |
| 2011      | 멜티 블러드 액트리스 어게인 커런트 코드 Ver. 1.05 |
| 2011      | 멜티 블러드 액트리스 어게인 커런트 코드 Ver. 1.07 |
| 2012–2020 |                                                   |
| 2021      | 멜티 블러드: 타입 루미나                          |

### MELTY BLOOD
2002년에 제작된 동인 게임으로, 당시의 동인 게임과는 다르게 불법 음성 파일이 아닌 성우진들이 녹음한 정식 음성 파일을 사용했다.
스토리 모드의 경우 전체적인 흐름이 존재하며, 도중에 분기점이 있고 이 분기에서의 선택에 따라 최종보스가 바뀐다.
처음 발매되었을 당시엔 대전 모드에서 선택 가능한 캐릭터가 6개로 한정되어 있으나 그 캐릭터들의 모든 엔딩을 볼 경우 그 밖의 캐릭터들도 선택이 가능했다. 하지만 히스이와 네로 카오스는 선택이 불가능했고, 네로 카오스의 경우에는 기술의 커맨드조차 완벽하지 않았다. 게다가 특정 캐릭터들은 외형만 다르고 기술 등이 거의 같아서 실제로는 플레이 스타일이 다른 캐릭터의 수가 적었다. 후에 패치가 되어서 선택 불가능한 두 캐릭터들이 사용 가능해지고, 네로 카오스의 기술 커맨드가 정리되었다. 또한 모든 캐릭터들의 엔딩을 보지 않아도 G아키하를 제외한 모든 캐릭터가 선택이 가능하게 바뀌었다.
요구 사양은 윈도우 98 이상, 400 MHz 펜티엄 II, 64 MB 램 이상, 다이렉트X 호환, 640x480 비디오 램 32MB 이상이다.

### MELTY BLOOD: Re-ACT
2004년 5월 타입문 시리즈 온리 이벤트 '月読宴'에서 발매된 게임으로, 타입문과 프랑스빵에서 제작한 멜티 블러드 시리즈의 두 번째 작품이다. 모든 캐릭터의 음성을 지원하며, 전작의 확장팩으로 출시되었다. 요구사양은 윈도우 98 이상, 400 MHz 펜티엄 II, 64 MB 램 이상, 다이렉트X 호환, 640x480 비디오 램 32MB 이상이다.
스토리 모드는 전작과 동일하게 진행되지만 아케이드 모드에서는 전작의 후일담을 다룬다. 왈라키아의 밤의 남은 잔해에 마법사인 아오자키 아오코가 장난을 쳐서 하얀 렌이라는 사역마를 만들어 내고 다시 한 번 타타리가 발생하게 되는데, 이 작품은 이를 처리하려는 주인공들의 여정을 다룬다. 각각의 캐릭터마다 발생하는 이벤트가 다르며, 여기에서 하얀 렌이 최종 보스, 아오자키 아오코가 진 최종 보스로 등장한다. 번외로 G아키하 디스트로이 모드도 추가되었다.
오리지널에서 문제가 되었던 캐릭터들 간의 밸런스에 큰 변화가 생겼고, 상대방을 계속 공격할 수 있는 무한 콤보들이 삭제되었다. 또한 전작에서 외형만 달랐던 캐릭터들에게 변화를 주어 기본기나 필살기 등을 변화시키는 등 새로운 플레이 스타일을 만들어냈다.
왈라키아의 밤과 네로 카오스가 일반 캐릭터로 바뀌었고, 유미즈카 사츠키, 렌이 새로운 캐릭터로 등장한다. 제7성전 시엘, 네코 알퀘이드도 새로 등장하지만 선택은 불가능하다.
실드 카운터 (Shield Counter), 실드 블록 (Shield Block), 히트 모드 (Heat Mode), 블러드 히트 모드 (Blood Heat Mode), 라스트 아크 (Last-Arc) 등 현재의 멜티 블러드 시리즈에 적용되는 대부분의 시스템이 멜티 블러드 : Re-ACT에서 처음 사용되었다.
1년간 계속해서 캐릭터들의 밸런스를 맞추기 위한 패치가 이뤄졌고, 2005년 5월에 다음 시리즈인 멜티 블러드 Act Cadenza가 아케이드 기종으로 공개되자 2005년 7월에 멜티 블러드 : Re-ACT Final Tuned를 공개함으로써 패치를 마친다.

### MELTY BLOOD Act Cadenza
2005년 5월에 상업용으로 첫 출시된 작품으로, 타입문, 프랑스빵뿐만 아니라 에콜도 제작에 직접 참여했다.
상업용으로 출시되었기 때문에 전작만큼의 많은 패치는 이루어지지 않고 일러스트도 전작들의 것을 그대로 사용하였지만 대신에 인터페이스가 많이 개선되었다. 가장 초창기 버전을 Ver.A 라고 부른다.
설정 상 멜티블러드의 등장인물들의 이야기가 시작되기 전의 내용을 다루며, 스토리 모드는 삭제되고 대신 아케이드 모드가 전작에 비해 규모가 커졌다. 최종 보스로 정해진 캐릭터가 없고 중심 시나리오도 없지만, 각각의 캐릭터마다 다른 이야기가 진행된다.
G아키하와 제7성전 시엘은 삭제되었고, 대신 키시마 코우마라는 새로운 캐릭터가 추가되었다. 아오자키 아오코의 경우는 대부분의 기술들이 바뀐 상태로 사용 가능한 캐릭터가 되었다.
리버스 비트(Reverse Beat), 데미지 리듀스(Damage Reduce), 강제 개방 등 새로운 시스템이 추가되었다. 또한 콤보에 의한 데미지 페널티가 크게 변경되었고, Re-ACT에서 나나야 시키의 '극사 나나야', 유미즈카 사츠키의 '흡혈충동', 시온 타타리의 어나더 아크 드라이브 (Another Arc-Drive) 등 피가 심하게 튀는 일부 기술들이 수정이 되었다.
멜티 블러드 Act Cadenza는 도중에 새로운 버전들이 많이 공개된다.
2006년 8월 10일, 멜티 블러드 Act Cadenza는 Ver.A2라 불리는 최초의 플레이스테이션2 버전으로 발매되며, 콘솔만 달라진 것 외에 Ver.A에 비해 특별한 변경사항은 없었다.
4달 후인 2006년 12월, 또다시 플레이스테이션2용의 아케이드 역이식 버전인 Ver.B가 출시된다. Ver.A에서 문제가 되었던 많은 무한 콤보들이 삭제되었고, 하얀 렌과 네코 아르크 카오스가 사용 가능 캐릭터가 되었다. 네코 아르크 카오스의 경우에는 특정 조건을 만족해야지만 플레이가 가능한 히든 캐릭터로 출시되었다. 또한 적과 가까운 거리에 있을 시에는 잡기와 같은, 캐릭터의 상황이나 바라보고 있는 방향에 따라 다른 기술이 나가는 다섯 번째 입력 버튼이 생겼다.
마지막으로 2007년 7월 27일에 PC용 버전인 Ver.B2가 출시됐다. 태그 팀 모드, 4인용 모드, 연습 모드가 새롭게 추가되었고, 일부 캐릭터들의 동작이 약간 바뀌었으며 캐릭터들의 기술 방어율이 변경되었다. 게다가 컴퓨터의 인공지능이 약간 변경되었다. 연습 모드에서는 캐릭터의 연습 뿐만 아니라 기술의 데미지를 확인하는 등 모든 상황을 재현해 확인할 수 있다. 또 네코 아르크 카오스의 아케이드 모드가 추가되었고, 최종 히든 보스로 네코 아르크 카오스 블랙 G666이 처음 등장한다. 요구사양은 윈도우 2000 이상, 500 MHz 펜티엄 III, 256 MB 램 이상, 다이렉트X 호환, 비디오 램 64MB 이상이다.
멜티 블러드 Act Cadenza의 버전은 게임 시작화면으로 확인할 수 있다. Ver.A, Ver.A2의 경우에는 "Through the Looking-Glass, Black Light transparently"라는 문장과 시온 엘트남 아틀라시아의 모자의 깃털 장식이 있고, Ver.B, Ver.B2의 경우에는 "Through the Looking-Glass, Northern Light transparently"라는 문장과 렌, 하얀 렌의 실루엣이 있다.
또한 특정 날짜에 게임을 실행하면 타이틀이 바뀌는 시스템도 적용되었다. 1월 1일의 경우에는 기모노를 입고 있는 렌과 대나무 등짐을 진 네코 알퀘이드가 등장하고, 9월 9일의 경우에는 렌과 하얀 렌이 케이크를 먹는 장면, 12월 25일은 산타 복장을 한 렌과 네코 알퀘이드가 등장하는 등 다양한 게임 타이틀이 존재한다.

### MELTY BLOOD Actress Again
2008년 9월 19일에 아케이드 버전이 출시된 멜티 블러드 시리즈의 4번째 작품으로, NAOMI 기판을 사용한 마지막 작품이다. 전작들과는 달리 일러스트들이 모두 바뀌었고, 시스템 또한 이전 작품들에 비해 상당히 많이 바뀌었다.
멜티 블러드: Re-ACT와 멜티 블러드 Act Cadenza가 멜티 블러드의 후일담을 다뤘던 반면에 멜티 블러드 Actress Again은 오리지널의 1년 후를 배경으로 하는 정식 스토리 라인을 따른다. 왈라키아의 밤이 소멸하고 1년이 지난 후 왈라키아의 밤의 뒤를 이은 사도 27조의 13위 오시리스의 모래가 스토리의 핵심이 되며, 시온 엘트남 아틀라시아의 이야기의 마지막 부분이라 할 수 있다. 멜티 블러드: Re-ACT와 멜티 블러드 Act Cadenza의 설정도 일부 차용되어 있으나 완전히 같지는 않은, 평행세계에서의 이야기를 다룬다.
게임이 발매된 극 초반에는 무한 콤보들이 너무 많이 존재해 캐릭터 간의 밸런스가 맞지 않았다. 이 이유때문에 세계적인 격투 게임 대회인 투극에서 2008년까지 참전 종목이었던 멜티 블러드가 2009년 투극 종목에서 제외되는 사태가 발생하였다. 그 후로 무한 콤보들을 삭제하는 패치가 진행되어 수정 버전인 ver.A가 다시 발매되었다.
우선, 멜티 블러드 Act Cadenza의 캐릭터 중 하나였던 네코 아르크 카오스가 사용 불가능한 캐릭터로 변경되었고, 3명의 새로운 캐릭터 리즈바이페 스트린드바리, 미하일 로아 발담용, 오시리스의 모래 & 헤르메스가 추가되었다. 오시리스의 모래 & 헤르메스의 경우에는 대부분 캐릭터들의 최종 보스로 등장한다.
또 무한 콤보를 방지하기 위해 중력 보정, 관성 보정, 히트수 보정, 공중 서킷 스파크가 추가되었고, 별도로 공격 레벨과 가드 크러시 (Guard Crush)라는 시스템도 생겼다. 그리고 전작까지는 사용 가능했던 실드 벙커 캔슬링 (Shield Bunker Canceling)이 더 이상 사용 불가능해졌다.
중력 보정은 때릴수록 상대가 뜨는 높이가 낮아져 공중에서 계속해서 상대를 때릴 수 없도록 만든 시스템, 관성 보정은 콤보가 이어질 때마다 피격 판정으로 뒤로 밀려나는 거리가 증가해서 공격 범위에서 벗어날 수 있게 만든 시스템, 히트수 보정은 콤보를 많이 맞을 수록 서킷 게이지가 차는 속도가 증가해 서킷 스파크 (Circuit Spark)로 콤보를 피할 수 있게 만든 시스템이다.
공격 레벨 시스템은 기본기에 레벨을 지정해 놓은 것으로, 강, 중, 약 순서로 공격 레벨이 높다. 양쪽이 동시에 공격했을 때 한 쪽이 약 공격, 다른 쪽이 강 공격을 사용했다면 강 공격의 레벨이 높으므로 강 공격만이 성공한다. 이 시스템으로 약 공격으로 계속 견제하는 플레이가 힘들어졌고, 중 이나 강 공격이 다단히트인 캐릭터들이 비교적 상향되었다.
가드 크러시는 지속적으로 가드를 할 경우, 가드 게이지가 깎여서 게이지가 0이 되는 순간 가드가 풀려버리는 시스템이다. 이 시스템의 적용으로 인해 무작정 가드를 사용함으로써 시간을 끄는 버티기 식의 게임 플레이가 불가능해졌다.
그 중에서도 가장 크게 바뀐 시스템은 캐릭터마다 3가지의 전투 스타일이 생긴 것으로, 전투 스타일에 따라 기술들이 크게 달라진다. 크레센트 문 (Crescent Moon), 하프 문 (Half Moon), 풀 문 (Full Moon)의 3가지 스타일이 있으며 전작인 멜티 블러드 Act Cadenza의 기술들은 크레센트 문 스타일과 거의 일치한다.
2009년 8월 20일, 멜티 블러드 Actress Again은 다시 한번 플레이스테이션2에 이식된다.
플레이스테이션2로 이식되면서 료우기 시키, 교복 아키하, 메카 히스이 계열 캐릭터 둘이 추가되었고, 사용 불가능 캐릭터가 되었던 G아키하와 네코 아르크 카오스가 다시 사용 가능 캐릭터로 변경되었다. 또 CPU 전용 전투 스타일인 이클립스 문 (Eclipse Moon) 스타일이 생겼고, 보스 러쉬 모드가 추가되었다. 하지만 아케이드 버전에 존재하지 않았던 여러 버그들이 발견되는 문제를 가져왔다.

### MELTY BLOOD Actress Again Current Code
2010년 7월 29일, 플레이스테이션2에 이식되면서 몇 가지 요소가 추가된 멜티 블러드 Actress Again을 다시 아케이드 기종으로 호환한 버전이 출시된다. 이전까지 사용했던 NAOMI 기판을 세가의 신기판인 RingWide로 변경했고, 안티얼라이징을 적용해 계단 현상을 줄였다. 또한 메모리 용량이 증가하여 플레이스테이션2 버전과 마찬가지로 음성지원이 가능해졌다.
히트 모드 (Heat Mode)가 되었을 시, 특수한 효과가 맵에서 발생하도록 변경되었고, 맵의 크기가 상대적으로 줄어들었다. 뿐만 아니라 멜티 블러드 Actress Again에서 새로 추가되었던 공격 레벨 시스템이 삭제되었다. 또 리즈바이페 스트린드바리의 진 시나리오 모드가 추가되었다.
2011년 5월 18일, 새로운 시스템과 두 개의 캐릭터가 추가된 Ver 1.5가 공개되었다.
이 패치로 인해 이미 넘어진 상대를 다시 공중에 띄울 수 있는 리액트 속성의 특정 기술들이 추가되었다. 또한 일반적인 공중 잡기에 의해 상대가 지면에 튕기게 되면 다시 콤보를 넣을 수 있도록 변경되었다.
그리고 멜티 블러드 Act Cadenza에서 삭제되었던 제7성전 시엘이 다시 신 캐릭터로 등장하고 스토리 모드가 추가되었다. 이전 시리즈인 멜티 블러드 Actress Again의 히든 보스였던 료우기 시키 또한 사용 가능 캐릭터로 등록되었다.
5달 후인 2011년 10월 15일, 다시 한번 시스템의 변화, 스토리 모드의 추가 및 새로운 캐릭터의 추가와 함께 Ver 1.7이 공개되었다.
실제로는 7월에 업데이트 예정이었으나, Ver 1.5에도 아직 적응하지 못한 많은 유저들의 잦은 패치에 대한 항의로 인해 10월로 미루어졌다.
중력 보정이 조금 더 강화되었고, 하프 문 (Half Moon) 스타일의 가드 게이지가 감소되었다. 그 외에도 캐릭터 간의 밸런스에 약간의 조정이 이루어졌다.
이 패치에서 추가된 캐릭터는 진조 알퀘이드 (Archetype: Earth)로, 멜티 블러드 Actress Again에서 등장하려고 했으나 캐릭터의 미완성으로 등장이 보류되었던 캐릭터이다. 또한 태그 팀으로로 이루어진 캐릭터인 네코 아르크 & 메카 히스이, 코하쿠 & 메카 히스이 팀에 대한 스토리 모드가 추가되었다.
2011년 12월 30일, 멜티 블러드 Actress Again Current Code의 PC 버전이 카니발 판타즘의 블루레이 박스 Season 3 초판 한정으로 동봉되어 시중에 등장했다. PC 버전에서는 공식 서버를 이용한 랭킹 매치가 가능했으나 예상 외로 요구되는 CPU 사양이 높아서 특정 그래픽 카드 이상의 CPU에서만 원활하게 작동되는 문제점이 있었다.
추가적으로 멜티 블러드 Actress Again에 있던 보스 러쉬 모드와 G아키하 전용 스테이지, 료우기 시키 전용 스테이지가 삭제되었다.
프랑스빵과 에콜은 이 작품을 멜티 블러드의 마지막으로 종결함으로써 게임 시리즈를 완결지었다.

### MELTY BLOOD: TYPE LUMINA
월희의 리메이크 및 리부트작인 월희 -A piece of Blue Glass Moon-의 설정 및 세계관을 기반으로 하는 멜티블러드의 신작으로 2021년 9월 30일에 출시됐다.

## 등장 캐릭터

### 구작

#### MELTY BLOOD
- 나나야 시키
- 네로 카오스
- 메카 히스이
- 시엘
- 시온 엘트남 아틀라시아
- 시온 타타리
- 아리마 미야코 (토오노 가 루트 숨겨진 최종 보스)
- 알퀘이드 브륜스터드
- 왈라키아의 밤 (최종 보스)
- 유미즈카 사츠키
- 코하쿠
- 토오노 시키
- 토오노 아키하
- 폭주 알퀘이드
- 홍적주 아키하
- 히스이
- 히스이 & 코하쿠
- G아키하 (토오노 가 루트 최종 보스)

#### MELTY BLOOD: Re-ACT 추가 캐릭터
- 네코 알퀘이드
- 렌
- 아오자키 아오코 (진 최종 보스)
- 제7성전 시엘
- 하얀 렌 (최종 보스)

#### MELTY BLOOD Act Cadenza 추가 캐릭터
- 네코 아르크 카오스
- 네코 카오스 블랙 G666 (네코 아르크 카오스 전용 최종 보스)
- 키시마 코우마

#### MELTY BLOOD Actress Again 추가 캐릭터
- 리즈바이페 스트린드바리
- 미하일 로아 발담용
- 오시리스의 모래 & 헤르메스 (대부분 캐릭터의 최종 보스)

- 플레이스테이션2 버전 추가 캐릭터
- 교복 아키하
- 네코 아르크 카오스 (멜티 블러드 Act Cadenza 이후 삭제되었다가 다시 추가)
- 네코 알퀘이드 & 메카 히스이
- 료우기 시키
- 코하쿠 & 메카 히스이
- G아키하 (멜티 블러드 Re-ACT 이후 삭제되었다가 다시 추가)

#### MELTY BLOOD Actress Again Current Code 추가 캐릭터
- 제7성전 시엘 (멜티 블러드 Re-ACT 이후 삭제되었다가 다시 추가)
- 진조 알퀘이드 (Archetype: Earth)

### 신작

#### MELTY BLOOD: TYPE LUMINA등장 캐릭터
- 토오노 시키(성우: 카네모토 료스케)
- 알퀘이드 브륜스터드(성우: 하세가와 이쿠미)
- 시엘(성우: 혼노 카에데)[15]
- 토오노 아키하(성우: 시모지 시노)
- 히스이(성우: 이치노세 카나)[16]
- 코하쿠(성우: 쿠와하라 유우키)[17]
- 키시마 코우마(성우: 하마노 다이키)[18]
- 히스이 & 코하쿠[19]
- 아리마 미야코(성우: 카네모토 히사코)[20]
- 미하일 로아 발담종(성우: 아자카미 요헤이)[21]
- 노엘(성우: 카야노 아이)[22]
- 블로프 아르헨겔(성우: 츠다 켄지로)[23]

## 시스템

### 매직 서킷 (Magic Circuit)
일반적인 격투 게임에서 쓰이는 파워 게이지의 역할을 하며, 게임 시작 시에는 100%, 최대 300%까지 채울 수 있다. Ex 엣지 (Ex Edge), Ex 쉴드 (Ex Shield), 아크 드라이브 (Arc-Drive), 강제 개방 등의 사용에 필요한 수치이며, 타격이나 피격 시에 일정 양이 올라가나 잡기로는 채울 수 없다.
서킷이 300%가 되면 자동적으로 Max 모드로 돌입해 캐릭터 주위와 게이지 바가 파랗게 변하고, 그 후부터 게이지가 조금씩 떨어지기 시작한다. (단, 멜티 블러드: Re-ACT에서는 게이지가 'Max'가 아닌 'Heat'로 표기된다. 하프문도 마찬가지.) 일반적인 상황에서 Ex 엣지 (Ex Edge)를 사용할 경우에는 게이지의 100%를 소모하지만, Max 모드일 때에는 게이지의 소모량이 없는 대신 Max 모드의 게이지를 일정량 사용한다. 크레센트 문에서는 Max 모드가 끝날 경우에는 게이지가 다시 200%로 돌아가며, 풀 문 상태에서는 100%로 돌아간다.Max 모드 도중에 아크 드라이브 (Arc-Drive)를 사용할 경우, 바로 게이지가 0%로 떨어진다. 풀 문 스타일만 해당되며, 크레센트는 100 % 의 게이지가 남는 상태가 된다.

### 강제 개방
지상에서 A,B,C 키를 동시에 누르거나 E 버튼을 누르면 발동되며, 동시에 상대가 근처에 있을 경우에 멀리 날려 보낸다. 단, 게이지가 100% 이상일 경우에만 사용이 가능하다. 캐릭터의 몸 주위가 파랗게 변하고, Heat 모드로 전환되면 게이지가 조금씩 떨어지기 시작한다. 이 상태에서는 매직 서킷의 게이지가 파란색으로 변하고 바이탈 소스 (Vital Source)의 일정량을 회복하게 되며, Heat 모드가 끝나면 게이지는 0%가 된다.
만약에 상대에게 데미지를 입고 있거나 가드를 하고 있을 때 강제 개방을 사용하면 단지 상대방을 멀리 날려버리는 서킷 스파크 (Circuit Spark)가 발동된다. 상대방을 멀리 날리기 때문에 위험에서 빠져나올 수 있으나 사용 직후 게이지가 0%로 떨어지고 바이탈 소스 (Vital Source)를 전혀 회복하지 못한다. 멜티 블러드 Actress Again부터는 공중에서도 서킷 스파크 (Circuit Spark)를 사용할 수 있다.
Max 모드에서 강제 개방을 하면 블러드 히트 모드 (Blood Heat Mode)로 전환되며 캐릭터의 몸 주위가 노랗게 변한다. 이 상태에서는 바이탈 소스 (Vital Source)의 일정량을 회복할 수 있고 어나더 아크 드라이브 (Another Arc-Drive)나 라스트 아크 (Last-Arc)를 사용할 수 있다. 어나더 아크 드라이브 (Another Arc-Drive)나 라스트 아크(Last-Arc)를 사용할 경우, 바로 게이지가 0%로 떨어진다.

### 쉴드 (Shield)
D 버튼을 누르면 게이지의 일정량을 소모하면서 상대방의 공격을 막을 수 있는 쉴드를 전개할 수 있다. 일반적인 가드와는 달리 쉴드로 막았을 경우에 체력이 소모되지 않는다. 쉴드를 계속 유지할 수도 있으며, 그럴 경우에는 게이지가 계속 감소한다. 멜티 블러드 Actress Again 이후의 경우에는 전투 스타일에 따라 지속적으로 쉴드를 사용하는 것이 불가능하기도 하다. 상대방의 공격을 쉴드로 막을 경우에는 게이지의 5%를 회복할 수 있고, 상대방의 공격 타이밍에 맞춰서 정확하게 사용할 경우에는 Ex 쉴드 (Ex Shield)가 발동한다. Ex 쉴드 (Ex Shield)가 발동하면 상대방의 기술을 취소시킬 수 있고, 블러드 히트 모드 (Blood Heat Mode)일 때 특정 상황에서 Ex 쉴드 (Ex Shield)를 성공시킨다면 라스트 아크 (Last-Arc)가 발동된다. (라스트 아크의 발동 조건은 지상, 앉은 상태, 공중에서 Ex 쉴드를 발동시키는 것인데, 캐릭터에 따라 셋 중 어느 하나를 만족시켜야 하는 지가 다르다.)
214+D 커맨드를 넣으면 쉴드 벙커 (Shield Bunker)가 발동되는데, 발동하는 순간 잠깐의 쉴드의 효과를 가지고 후에 바로 공격을 한다. 다른 격투 게임들의 반격기의 개념과 비슷하지만, 항상 상대방의 공격 타이밍에 맞춰서 사용해야 되는 것이 아니라 언제든지 사용할 수 있다는 점이 다르다. 또한 가드 중에 214+D 커맨드를 넣으면 쉴드 벙커 캔슬링 (Shield Bunker Canceling)이 발동되는데, 게이지의 50%를 사용하고 가드 중에 바로 반격을 하는 기술이다. 하지만, 멜티 블러드 Actress Again에서 쉴드 벙커 캔슬링 (Shield Bunker Canceling)은 삭제되었다.
쉴드 성공 시 236+D 커맨드를 넣으면 쉴드 카운터 (Shield Counter)가 발동되는데, 발동되는 순간 상대방을 높이 띄울 수 있고 이후에 콤보로 연결할 수 있다. 멜티 블러드: Re-ACT에서 생긴 시스템이었으나 멜티 블러드 Act Cadenza에서 삭제되었다가 다시 멜티 블러드 Actress Again에서 풀 문 (Full Moon)이나 하프 문 (Half Moon) 스타일에서 사용이 가능해졌다.

### 비트 엣지 (Beat Edge)
약, 중, 강 순서의 공격을 연속적으로 했을 경우에는 각 공격의 사용후 딜레이를 무시하고 다음 공격을 바로 사용할 수 있다. 많은 콤보들이 비트 엣지 (Beat Edge)의 장점을 이용해서 이루어진다. 하지만 반대의 경우에는 역효과를 내는 '리버스 비트 (Reverse Beat)'라는 시스템이 있다. 약한 공격을 강한 공격보다 나중에 사용할 수 있지만, 먼저 사용한 기술이 그 뒤에 사용한 기술보다 상대적으로 강한 공격일 경우 뒤의 기술의 공격력이 떨어지는 것을 리버스 비트 (Reverse Beat)라고 한다. 약한 공격은 딜레이가 상대적으로 짧기 때문에 많이 쓸 경우 약, 중, 강 순서의 콤보보다 더 높은 숫자의 콤보를 사용할 수 있으나, 강한 공격 이후의 약한 공격들은 리버스 비트의 역효과에 의해서 데미지가 감소하기 때문에 콤보의 데미지는 오히려 더 적을 수도 있다.

### 리커버리 (Recovery)
피격당하고 있을 시에 계속 콤보를 당하는 것을 막기 위해 리커버리 (Recovery) 시스템이 존재한다. 멜티 블러드에는 상대방이 다운 되더라도 다운 직후 몇 초간은 계속해서 콤보를 넣을 수 있는데, 이를 막기 위해 지상 리커버리 (Tactical Recovery)를 사용할 수 있다. 상대에 의해 자신의 캐릭터가 다운되었을 경우, 바닥에 닿는 순간 방향키를 누르는 것으로 바로 그 방향으로 캐릭터를 움직여 다운 상태에서 콤보를 당하는 것을 피할 수 있다. 뿐만 아니라 공중 콤보를 당했을 때 공중 리커버리 (Aerial Recovery)로 콤보를 피할 수도 있다. 하지만 리커버리 동작 중에는 방어가 불가능하므로 주의해야한다.

### 가드 브레이크 (Guard Break)
멜티 블러드 Actress Again에서 처음 도입된 시스템으로, 한 쪽이 지속적으로 가드를 하는 것을 막을 수 있는 시스템이다. 가드를 하게 되면 체력 게이지 밑의 가드 게이지가 조금씩 감소하게 되고, 가드를 사용하지 않을 경우에 가드 게이지는 조금씩 회복된다. 가드 게이지의 양에 따라서 색이 파랑, 노랑, 빨강으로 바뀌는데, 게이지가 적어질 수록 가드 시에 소모되는 게이지가 많아지고, 가드 게이지가 0이 되면 강제적으로 가드가 풀림과 동시에 일정 시간동안 가드를 사용할 수 없게 된다.

### 전투 스타일
멜티 블러드 Actress Again부터 추가된 시스템으로, 캐릭터마다 3가지의 전투 스타일을 선택할 수 있다. 전투 스타일에 따라서 캐릭터의 특성이 바뀌므로 동일 캐릭터로 여러 가지 운영이 가능하다. 일반적으로 크레센트 문 (Crescent Moon), 하프 문 (Half Moon), 풀 문 (Full Moon) 스타일을 사용할 수 있고, 특정 캐릭터의 경우에는 이클립스 문 (Eclipse Moon)을 사용할 수 있다.

#### 크레센트 문 (Crescent Moon)
멜티 블러드 Act Cadenza의 특성이 거의 그대로 반영된 스타일이다. 기동성이 좋고 돌격기가 많아 여러 콤보들을 사용할 수 있으나, 일반 공격으로 가드 게이지를 떨어뜨리는 양이 적어서 가드 브레이크 (Guard Break)가 다른 스타일에 비해서 어렵다.
- 리버스 비트 (Reverse Beat) 가능
- 회피 가능
- Ex 쉴드 (Ex Shield), 쉴드 (Shield)
- 쉴드 (Shield) 지속 가능
- 마력 게이지 (Magic Circuit) 최대 300%. 300% 도달시 Max 모드가 되며 Max 모드 종료 시 게이지는 200%로 감소, Max 모드 도중에 아크 드라이브 (Arc-Drive) 사용 시 게이지는 100%로 감소
- 100% 이상의 게이지에서 개방 시 히트 모드 (Heat Mode)로 전환, Max 모드에서 개방 시 블러드 히트 모드 (Blood Heat Mode)로 전환 및 바이탈 소스 (Vital Source) 회복, 각 모드의 종료 시 게이지는 0%
- Max 모드에서 서킷 스파크 (Circuit Spark) 사용 가능
- Ex 가드 (Ex Guard) 가능
- 쉴드 벙커 (Shield Bunker) 사용 시 게이지 50% 소모

#### 하프 문 (Half Moon)
다른 스타일에 비해서 조작이 매우 간단하다. 다른 스타일에는 존재하지 않는 기본기들이 지원되지만, 자동적으로 서킷 스파크 (Circuit Spark)나 강제 개방을 사용해버리기 때문에 마력 게이지를 사용하기가 힘들다.
- 리버스 비트 (Reverse Beat) 가능
- 회피 가능
- Ex 쉴드 (Ex Shield)가 없지만 쉴드 (Shield)는 가능. 지상 쉴드나 공중 쉴드 성공 시 상대를 공중으로 띄움, 앉아서 쉴드 성공 시 상대를 강제 다운
- 쉴드 (Shield) 지속 불가능
- 마력 게이지 (Magic Circuit) 최대 200%. 200% 도달시 히트 모드 (Heat Mode)로 전환 및 바이탈 소스 (Vital Source) 회복
- 200% 미만의 게이지에서 강제 개방 불가능, 히트 모드 (Heat Mode) 종료 시 게이지는 0%
- Max 모드나 블러드 히트 모드 (Blood Heat Mode)가 없어 어나더 아크 드라이브 (Another Arc-Drive), 라스트 아크 (Last-Arc) 사용 불가
- 히트 모드 (Heat Mode)때 피격 시, 자동으로 서킷 스파크 (Circuit Spark) 시전 후 게이지는 0%로 감소
- Ex 가드 (Ex Guard) 불가능
- 쉴드 벙커 (Shield Bunker) 사용 시 게이지 100% 소모
- 모든 캐릭터가 기본 삼단 커맨드 콤보 (A-A-A) 지원

#### 풀 문 (Full Moon)
다른 능력치보다 공격에 무게를 두어서 한방 한방이 강력한 스타일이다. 하지만 리버스 비트가 불가능하고, 마력 게이지를 스스로 회복할 수 있는 등 플레이어가 직접 조절해야 할 부분이 많아서 다른 스타일들에 비해 전체적으로 까다롭다.
- 리버스 비트 (Reverse Beat) 불가능, 점프, 공중 대쉬, 착지 시 콤보 체인 초기화
- 회피 불가능
- Ex 쉴드 (Ex Shield)가 없지만 쉴드 (Shield)는 가능. 쉴드 (Shield)로 라스트 아크 (Last-Arc) 발동 가능. 쉴드 성공 후 쉴드 카운터 (Shield Counter) 사용 가능. 쉴드 카운터 성공 시 상대를 공중으로 띄움
- 쉴드 (Shield) 지속 가능
- 마력 게이지 (Magic Circuit) 최대 300%. 300% 도달시 Max 모드가 되며 Max 모드 종료 시 게이지는 100%로 감소, Max 모드 도중에 아크 드라이브 (Arc-Drive) 사용 시 게이지는 0%로 감소
- 300% 미만의 게이지에서 강제 개방 불가능, E 버튼으로 게이지 충전 가능
- Max 모드에서 개방 시 블러드 히트 모드 (Blood Heat Mode)로 전환 및 바이탈 소스 (Vital Source) 회복, 모드의 종료 시 게이지는 0%
- 게이지가 Max일 때 공격 도중 E 버튼으로 히트 모드 (Heat Mode) 전환 가능. 전환 시 바이탈 소스 (Vital Source)가 회복되며 전환과 동시에 이전 기술의 딜레이가 사라져 바로 다음 공격이 가능
- Max 모드에서 서킷 스파크 (Circuit Spark) 사용 가능
- Ex 가드 (Ex Guard) 가능
- 쉴드 벙커 (Shield Bunker) 사용 시 게이지 50% 소모

#### 이클립스 문 (Eclipse Moon)
보스 전용의 스타일로, 일반적으로 플레이어는 사용할 수 없다. 크레센트 문 (Crescent Moon)과 유사한 시스템을 가지며, 마력 게이지 (Magic Circuit)가 저절로 회복되는 것이 가장 큰 특징이다. 단지 진조 알퀘이드 (Archetype: Earth)만이 이클립스 문 (Eclipse Moon) 스타일로만 플레이가 가능하다. 원래는 하나의 스타일로 고안되었으나, 개발 도중에 취소되었다. 멜티블러드 AACC 버전에서 리즈바이페 스토리 중 마지막 스테이지에서 유일하게 플레이 가능하다.
- 리버스 비트 (Reverse Beat) 가능
- 회피 가능
- Ex 쉴드 (Ex Shield), 쉴드 (Shield) 가능
- 쉴드 (Shield) 지속 가능
- 마력 게이지 (Magic Circuit) 최대 300%. 300% 도달시 Max 모드가 되며 Max 모드 종료 시 게이지는 200%로 감소, Max 모드 도중에 아크 드라이브 (Arc-Drive) 사용 시 게이지는 100%로 감소
- 100% 이상의 게이지에서 개방 시 히트 모드 (Heat Mode)로 전환, Max 모드에서 개방 시 블러드 히트 모드 (Blood Heat Mode)로 전환 및 바이탈 소스 (Vital Source) 회복, 각 모드의 종료 시 게이지는 0%
- 마력 게이지 (Magic Circuit) 자동 회복
- Max 모드에서 서킷 스파크 (Circuit Spark) 사용 가능 // 이 부분에 대해서 수정 - 서킷 브레이크 상태가 아닐 경우 언제라도 서킷 스파크 사용 가능.으로 수정 요망.
- Ex 가드 (Ex Guard) 불가능
- 쉴드 (Shield) 성공 시 상대방을 카운터로 공중에 띄움

## 만화
키리시마 타케루가 그린 만화 《멜티 블러드》가 가도카와 쇼텐 잡지 〈월간 콤프 에이스〉에서 2005년 6월부터 연재가 시작됐다. 2011년 8월까지 연재해 단행본 총 9권으로 완결됐다.
이후 키리시마가 그린 만화 기반 후속작 《멜티 블러드 X》가 2011년 5월부터 11월까지 연재됐으며 단행본 2권으로 출판됐다. 그 외 같은 작가가 그린 외전 《꽃의 미야코!》가 2013년 1월부터 2014년 8월까지 연재해 단행본 총 3권, 다른 외전 《멜티 블러드 뒷골목 나이트메어》가 2015년 12월부터 2016년 10월까지 단행본 총 2권이 발매됐다.

## 평가
| 평가 |                                     |
| --- | ----------------------------------- |
| 통합 점수 통합사 점수 메타크리틱 ( Actress Again Current Code ) 78/100 [ 25 ] 평론 점수 평론사 점수 디스트럭토이드 80% [ 26 ] |                                     |
| 통합 점수 |                                     |
| 통합사 | 점수                                |
| 메타크리틱 | (Actress Again Current Code) 78/100 |
| 평론 점수 |                                     |
| 평론사 | 점수                                |
| 디스트럭토이드 | 80%                                 |

2016년, 일본 외 지역에서 처음 출시된 《멜티 블러드 액트리스 어게인 커런트 코드》 마이크로소프트 윈도우판은 리뷰 애그리게이터 웹사이트 메타크리틱에서 평가 10개 기준 78/100점을 기록해 "대체적으로 긍정적인 평가"를 기록했다.

## 참조

### 주해
1. ↑  2011년 5월 19일 버전 1.05 업데이트 출시. 2011년 10월 14일에 버전 1.07 업데이트 출시.
2. ↑  《액트 카덴자》, 《액트리스 어게인》이 해당 아케이드 기판 사용.
3. ↑  일본 약칭 《메루부라》(メルブラ).